# Мореншильд
Мореншильд (нем. von Mohrenschildt) — дворянский род.

## Известные представители
- Мореншильд, Андрей Иванович 2-й — Прапорщик л.-гв. Измайловского полка. Из портупей-юнкеров этого полка прапорщиком — 6.12.1823. По показанию А. Е. Розена и Е. П. Оболенского, он с Ф. Б. Мореншильдом был на совещании членов Северного общества 11.12.1825 у К. Ф. Рылеева. Высоч. повелено (22.5.1826) оставить их в полку. В чине подпоручика уволен за болезнью от службы — 26.1.1827. Племянник декабриста А. Е. Розена и шафер на его свадьбе.
- Мореншильд, Фёдор Борисович 1-й — Прапорщик л.-гв. Финляндского полка. Из портупей-юнкеров этого полка прапорщиком — 6.12.1823. В чине поручика уволен от службы штабс-капитаном — 31. 12.1830, в 1841 жил в Эстляндии.
- Мореншильдт, Ксения Николаевна — артистка оперы (меццо-сопрано).

Родные братья:
- фон Мореншильд Сергей Александрович — надворный советник, земский начальник 6-го участка в Слуцском уезде Минской губернии на 1903 год.
  - фон Мореншильд Дмитрий Сергеевич (1902—2002) — профессор русской истории и литературы в США, участвовал в создании города-эксперимента Ауровиль в Индии.
  - фон Мореншильд Георгий Сергеевич, он же Джордж де Мореншильд (1911—1977) — эмигрировал в Польшу, а в 1938 году — в США, где занялся нефтяной геологией. Примечателен одновременным знакомством с Ли Харви Освальдом и Жаклин Кеннеди, из-за чего подозревался в участии в заговоре против президента Кеннеди.
- фон Мореншильд Константин Александрович — коллежский советник. Председатель правления Общества судостроительного и механического завода в С-Петербурге. Член правления и управляющий делами Ферганского горнопромышленного и нефтепромышленного общества.
- Фон Мореншильд, Владимир Александрович — родился в 1854 году. Гардемарин — 1876 год. Мичман — 1877. Старший офицер броненосца береговой обороны «Вице-адмирал Попов» (1896). Старший офицер мореходной канонерской лодки «Терец» (1896—1897) и эскадренного броненосца «Георгий Победоносец».(1897—1899). Командир транспорта «Ингул» (1899) и минного крейсера «Гридень» (1901—1902). Командует мореходной канонерской лодкой «Запорожец» (1902—1903). В должности градоначальника Севастополя (19.9.1906). Православный, женат, один сын (1906).

## Описание герба
Щит пересечен. В верхнем голубом поле возникающий обнаженный мавр с приподнятой правой рукой, с белыми повязками на голове и через правое плечо. В нижнем красном поле две золотые шестиконечные звезды в пояс. 
Щит увенчан повернутым дворянским шлемом с красно-голубым бурелетом. Нашлемник — возникающий олень. Намет красный, подложенный голубым.